# Julian Nott
Julian Nott (Marylebone, 23 agosto 1960) è un compositore e direttore d'orchestra inglese.
Ha composto musiche per film e serie televisive, tra cui: Canto di Natale - Il film, Wallace & Gromit - La maledizione del coniglio mannaro e Peppa Pig.

## Filmografia parziale

### Cinema
- Una fantastica gita (A Grand Day Out) - cortometraggio di animazione, regia di Nick Park (1989)
- I pantaloni sbagliati (The Wrong Trousers) - cortometraggio di animazione, regia di Nick Park (1993)
- Un uomo senza importanza (A Man of No Importance), regia di Suri Krishnamma (1994)
- Una tosatura perfetta (A Close Shave) - cortometraggio di animazione, regia di Nick Park (1995)
- Canto di Natale - Il film (Christmas Carol: The Movie) - film d'animazione, regia di Jimmy T. Murakami (2001)
- Wallace & Gromit - La maledizione del coniglio mannaro (The Curse of the Were-Rabbit) - film d'animazione, regia di Nick Park e Steve Box (2005)
- Shoot the Messenger, regia di Ngozi Onwurah (2006)
- Lui, lei e Babydog (Heavy Petting), regia di Marcel Sarmiento (2007)
- Questione di pane o di morte (A Matter of Loaf and Death) - cortometraggio di animazione, regia di Nick Park (2008)
- Una sposa in affitto (The Decoy Bride), regia di Sheree Folkson (2011)

### Televisione
- I racconti della cripta (Tales from the Crypt) - serie TV, 1 episodio (1996)
- Disneyland - serie TV, 1 episodio (1999)
- Peppa Pig - serie TV d'animazione (2004-in corso)
- Il piccolo regno di Ben e Holly (Ben and Holly's Little Kingdom) - serie TV d'animazione, 3 episodi (2009-2012)
- Bing - serie TV d'animazione, 11 episodi (2014-2019)

## Premi
- Annie Award - vinto nel 2006 per Wallace & Gromit - La maledizione del coniglio mannaro.[4]